# José Raúl Aveiro
José Raúl Aveiro Lamas (Assunção, 18 de julho de 1936 – 19 de outubro de 2024) foi um futebolista paraguaio que atuava como defensor.

## Carreira
José Raúl Aveiro fez parte do elenco da Seleção Paraguaia de Futebol, na Copa do Mundo de  1958.

## Morte
Aveiro morreu no dia 19 de outubro de 2024, aos 88 anos.